# علم الأردن
علم الأردن هو العلم الرسمي للمملكة الأردنية الهاشمية. بدء الاستخدام الرسمي له في 16 نيسان / أبريل 1928. وهو مشتق من علم الثورة العربية الكبرى، وقبل ان كان علم الثورة كان بعض الشباب المنتمي إلى المنتدى الأدبي العربي الذي تأسس في الأستانة قد صمم راية تمثل القومية العربية عام 1909 تتألف من أربعة ألوان: الأبيض والأسود والأخضر والأحمر .
وفي آذار من العام 1914 وفي مركز جمعية العربية الفتاة في مكاتب جريدة المفيد في بيروت أثناء اجتماع الجمعية اتخذ قرار اعتماد الراية السابقة الذكر كعلم للجمعية وذلك لجمع هذه الراية لألوان الرايات التي رفعها العرب قديما، (الأسود: الدولة العباسية ) (الأخضر: الدولة الأموية في الأندلس) (الأبيض: الدولة الأموية)، أما المثلث الأحمر فيشير إلى الثورة والتحرر.
يشار بالذكر إلى أن العلم الأردني محمول على أعلى سارية في العالم وقت افتتاحها سنة 2003، وهي سارية رغدان في العاصمة الأردنية عمّان، والذي تبلغ قياسته 60 متر طول، 30 متر عرض، وبمساحة إجمالية مقدارها 1800 متر مربع.

## وصف العلم الأردني

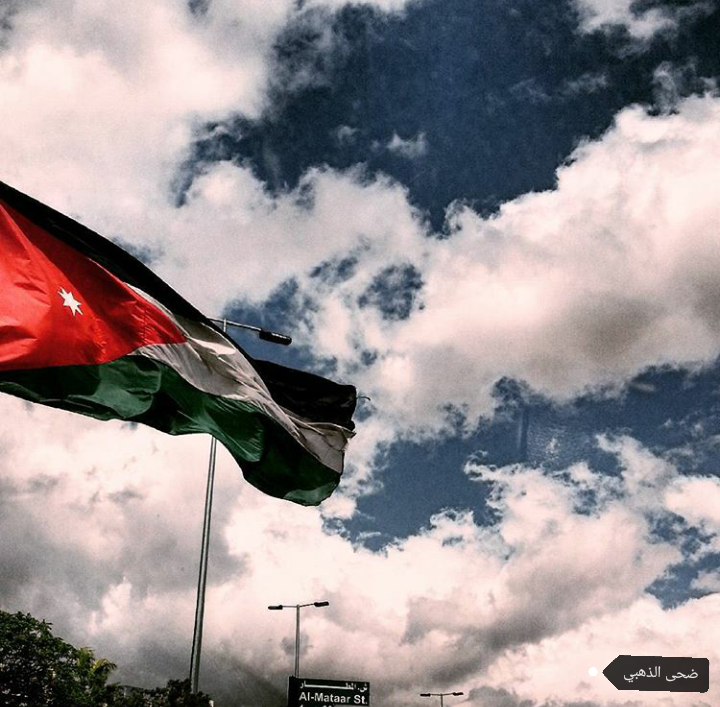

طول العلم الأردني ضعف عرضه، وينقسم إلى ثلاث قطع متساوية متوازية؛ العليا سوداء والوسطى بيضاء والسفلى خضراء وضع عليها من ناحية السارية مثلث (ليس قائم) أحمر قاعدته مساوية لعرض العلم وارتفاعه مساوٍ لنصف طوله، وفي هذا المثلث كوكب أبيض سباعي الأشعة مساحته مما يمكن أن تستوعبه دائرة قطرها واحد من أربعة عشر من طول العلم، وهذا الكوكب موضوع بحيث يكون وسطه عند نقطة تقاطع الخطوط بين زوايا المثلث، وبحيث يكون المحور المار من أحد الرؤوس موازياً لقاعدة هذا المثلث.
- ورد وصف العلم في المادة الرابعة من الدستور الأردني الحالي لعام 1952م.

## دلالات الألوان والأشكال في العلم الأردني[3]
تدل الألوان على ما يلي:

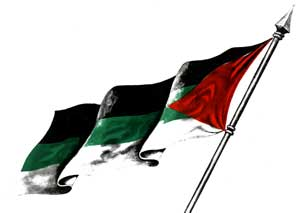
علم الثورة العربية

- الأسود راية  (العقاب)، وهي راية الرسول عليه الصلاة والسلام وراية الدولة العباسية.
- الأبيض راية الدولة الأموية.
- الأخضر راية الدولة الفاطمية، تيمناً بُجبَّة الرسول عليه السلام الخضراء.
- الأحمر راية الهاشميين منذ عهد الشريف أبي نمي.أما الأشكال فـهي تمثل التالي:

- يمثل المثلث الأحمر الذي يجمع الأشرطة الثلاثة السلالة الهاشمية.
- الكوكب سباعي الأشعة (النجمة السباعية) يدل على فاتحة القرآن الكريم (السبع المثاني (سورة الفاتحة من سبع آيات، ووجوده في وسط المثلث يدل على هدف الثورة العربية الكبرى (توحيد الشعوب العربية).

## تاريخ العلم الأردني[4]
| علم | علم                       | تاريخ          | الوصف |
| --- | ------------------------- | -------------- | ----- |
|     | المملكة الأردنية الهاشمية | 1946- حتى الآن |       |
|     | إمارة شرق الأردن          | 1922 - 1946    |       |
|     | الثورة العربية الكبرى     | 1916 - 1921    |       |

### 1916 - 1921
من عام 1916م وحتى 1921م استخدِم علم الثورة العربية الكبرى وكان علماً لمملكة الحجاز.

1946-1922
ظل علم الدولة العربية في سوريا ذو النجمة السباعية علماً للإمارة، مع تبديل في ترتيب الألوان تقرّر بموجب قرار مجلس الوكلاء والإرادة السنيّة الوارد في العدد رقم (٥٦٨) من صحيفة "القبلة" (١٣ آذار ١٩٢٢)، ونصّ على "جعل الأبيض وسطاً، الأخضر في محلّ الأبيض، والأسود في محلّه كما كان بصفته الأصلية".

1946-حتى الآن
وفي 25  مايو/ايار 1946م بويع الامير عبد اللّه بن الحسين ملكا وأصبحت البلاد تعرف باسم المملكة الأردنية الهاشمية وصدر دستور المملكة الأردنية في عهد جلالة الملك طلال طيب اللّٰه ثراه في 8 يناير 1952م، وقد حدّد الدستور الأردني في المادة الرابعة مواصفات العلم الأردني الهاشمي عام 1952- وهو المعتمد إلى يومنا هذا.

### 1958
في عام 1958 تم اعتماد علم جديد للكيان الإتحادي بين المملكة العراقية والمملكة الأردنية الهاشمية، والذي أطلق عليه الاتحاد العربي الهاشمي، وهو في تصميمه مطابق لعلم الأردن الحالي بالألوان وحتى بالشكل ولكن دون النجمة السباعية، استخدمه الهاشميون أيضا قبل ذلك في الحجاز سابقا. ولكن اعتماد هذا العلم لم يتم إلا لفترة وجيزة جدًا، حيث لم يدم الاتحاد سوى بضعة أشهر نتيجة لثورة عبد الكريم قاسم على الحكم الملكي وإعلان الجمهورية في العراق في تموز من نفس العام. حيث تم الرجوع إلى العلم السابق قبل إعلان الوحدة.